# 盖多·哲尔吉
盖多·哲尔吉（匈牙利語：Gedó György，1949年4月23日—），匈牙利男子拳击运动员。他曾代表匈牙利参加1968年、1972年、1976年和1980年夏季奥林匹克运动会拳击比赛，获得一枚金牌。